# 金階
金階（1533年—？），字子升，號莲峰，浙江杭州府仁和縣人，民籍，明朝政治人物。

## 生平
嘉靖三十四年（1555年）乙卯科浙江鄉試第五十三名舉人。隆慶五年（1571年）中式辛未科會試第三百十四名，三甲第一名進士。都察院觀政，授中书舍人，萬曆三年三月选授四川道試監察御史，七月實授，四年七月因病告归。七年六月除補江西道御史，差巡盐河東，八年正月升河南佥事，请告致仕。

## 家族
曾祖金行；祖父金明；父金鸞，母邵氏；繼母詹氏。永感下。弟際、陵、陞。